# Партизанска споменица 1941.
Партизанска споменица 1941. (мкд. Партизанска споменица 1941.; словен. Partizanski spominski znak 1941.) била је одликовање Социјалистичке Федеративне Републике Југославије (спомен-медаља) и знак државног признања организаторима народног устанка и првоборцима Народноослободилачке борбе за велике заслуге стечене на делу ослобођења наших народа. Установљена је 14. септембра 1944. одлуком Националног комитета ослобођења Југославије (НКОЈ) као Споменица 1941, а Законом о орденима и медаљама ДФЈ из јуна 1945. преименована је у Партизанску споменицу 1941.
Издавало ју је Министарство народне одбране, а додељивана је партизанским првоборцима, тј. борцима и руководиоцима Народноослободилачког покрета (НОП) који су ступили у Народноослободилачку борбу (НОБ) током 1941. године. Право на споменицу су имали само преживели првоборци, док је породицама погинулих бораца додељивана Споменица палих бораца. До 1963, када је завршен посао око доделе, укупно је додељено 27.629 Партизанских споменица 1941. Њени носиоци су остваривали одређена права (здравствена заштита, додатак уз пензију, бесплатна вожња, годишњи одмор и др.), која су регулисана Законом о правима носилаца Партизанске споменице 1941.
Израђивана је од сребра са позлаћеним деловима, а носи се на левој страни, на џепу блузе или капута. Уз Партизанску споменицу 1941. издавана је и Књижица носиоца Партизанске споменице 1941, која је била доказ права ношења и коришћења предвиђених повластица.

## Историјат

### Установљење Споменице 1941.
Прва одликовања у Народноослободилачком рату установио је Врховни штаб НОВ и ПОЈ 15. августа 1943, када су установљени — Орден народног хероја, Орден народног ослобођења, Орден партизанске звезде у три реда, Орден братства и јединства, Орден за храброст и Медаља за храброст. Идејна решења првих одликовања, као и грба Нове Југославије, израдио је у јесен 1943. Ђорђе Андрејевић Кун (1904—1964), академски сликар из Београда. Тада је настала идеја о Споменици 1941. — спомен-медаљи која би била додељивана свим учесницима Народноослободилачког рата од почетка устанка 1941. године. На основу Кунових скица, Антун Аугустинчић (1900—1979), вајар из Загреба, израдио је пластично решење за сва одликовања, укључујући и Споменицу 1941, која су априла 1944. однета у Совјетски Савез, где је у Московској ковници новца (рус. Московский монетный двор) отпочела њихова израда. Прва пошиљка готових одликовања, која је садржала 15.000 Споменица 1941, послата је септембра 1944. авионом на острво Вис, који је тада био седиште слободне територије Југославије.
По пријему првих Споменица 1941, Повереништво народне одбране Националног комитета ослобођења Југославије (НКОЈ) је 14. септембра 1944. донело одлуку о успостављању Споменице 1941:
| „ | Свима борцима и руководиоцима Народноослободилачке војске и партизанских одреда Југославије који су ступили у партизанске одреде 1941. године и до данас остали у нашој војсци, додјељује се „Споменица 1941” у знак признања за истрајност у борби и оданост Народноослободилачком покрету. | ” |

Право на Споменицу 1941, према одлуци Повереништва народне одбране НКОЈ имали су:
1. Сви борци и војни и политички руководиоци који су ступили 1941. у партизанске одреде и остали до тада у Народноослободилачкој војсци и партизанским одредима Југославије.
2. Сви они који су 1941. започели с партизанском делатношћу и на било који начин организовано и непрекидно радили за партизански покрет на окупираној територији, а касније из било каквих разлога напустили окупирану територију и ступили у партизанске одреде односно Народноослободилачку војску.
3. Сви они који су ступили у партизанске одреде 1941. као борци или руководиоци, па повучени и остављени или послати на рад у позадину непријатеља, то јест на окупирану територију — свеједно налазили се на окупираној или слободној територији или у јединицама Народноослободилачке војске и партизанских одреда.
4. Сви они који су ступили у партизанске одреде 1941, па у току свог рада и борбе били заробљени, ухапшени или осуђени, а тада су се поново налазили у Народноослободилачкој војсци или на раду у позадини — уколико је њихово држање пред непријатељем било часно и партизански достојно.

Поред одредбе о праву на доделу Споменице 1941, одлука је садржала и одредбу о томе коме се не може доделити — онима који су у међувремену својевољно напустили Народноослободилачку војску или прилазили на страну ма које непријатељске војске, без обзира на то што су ступили 1941. и што су се тада налазили у редовима Народноослободилачке војске.

### Ратна додела Споменице 1941.
Истог дана, када је Повереништво народне одбране Националног комитета ослобођења Југославије донело одлуку о установљењу Споменице 1941, Персонално одељење Врховног штаба НОВ и ПОЈ је нижим штабовима упутило Директиву за доделу Споменице 1941, у коме се између осталог каже:
| „ | Предајући борцима ову заслужену споменицу, треба тај моменат учинити што свечанијим уколико то војничка ситуација дозвољава. Будући да споменица значи високо признање сваком борцу из 1941. године, то ће сваки њен ималац уживати и посебне повластице у новој демократској федеративној Југославији. Зато је потребно обратити нарочиту пажњу да она буде предата ономе коме заиста припада. Ради контроле и због евиденције броја издатих споменица, потребно је средити и доставити нам следеће податке: име и презиме; дан, месец и годину рођења; место и срез рођења; занимање у грађанству; дан, месец и годину ступања у партизанске одреде и Народноослободилачку војску; садашњи чин и положај у Народноослободилачкој војсци. На основу ових података биће израђена лична карта за сваког понаособ, и којом ће се потврдити право на споменицу, а дотле нека штабови издају привремене потврде. | ” |

Како би Споменице 1941. биле што пре додељене првоборцима Народноослободилачке борбе, Врховни штаб је укупно 12.430 примерака споменице упутио главним штабовима за Војводину, Словенију, Србију и Хрватску, Оперативном штабу за Косово и Метохију, Штабу Морнарице НОВЈ, Штабу Базе у Барију, штабовима корпуса и дивизија, с тим што је сваки штаб био дужан да након поделе, све преостале Споменице 1941. врати Врховном штабу, како би на време биле послате тамо где недостају.
| Преглед подела Споменице 1941. у септембру 1944. | Преглед подела Споменице 1941. у септембру 1944. | Преглед подела Споменице 1941. у септембру 1944. |
| Штаб                                             | Број споменица                                   | Удео                                             |
| ------------------------------------------------ | ------------------------------------------------ | ------------------------------------------------ |
| Главни штаб НОВ и ПО Словеније                   | 600                                              | 4,8%                                             |
| Главни штаб НОВ и ПО Хрватске                    | 4.000                                            | 32,1%                                            |
| Главни штаб НОВ и ПО Србије                      | 1.000                                            | 8%                                               |
| Главни штаб НОВ и ПО Македоније                  | 300                                              | 2,4%                                             |
| Главни штаб НОВ и ПО Војводине                   | 500                                              | 4%                                               |
| Штаб 1. пролетерског корпуса и западна Србија    | 1.100                                            | 8,8%                                             |
| Штаб 2. ударног корпуса                          | 900                                              | 7,2%                                             |
| Штаб 3. босанског корпуса                        | 500                                              | 4%                                               |
| Штаб 5. босанског корпуса                        | 1.200                                            | 9,6%                                             |
| Штаб 12. војвођанског корпуса                    | 400                                              | 3,2%                                             |
| Штаб 8. далматинског корпуса                     | 800                                              | 6,4%                                             |
| Штаб 26. далматинске дивизије                    | 250                                              | 2%                                               |
| Штаб Морнарице НОВЈ                              | 80                                               | 0,6%                                             |
| Штаб Базе у Барију                               | 500                                              | 4%                                               |
| Оперативни штаб НОВ и ПО Косова и Метохије       | 100                                              | 0,8%                                             |
| Штаб 19. севернодалматинске дивизије             | 200                                              | 1,6%                                             |
| Укупно                                           | 12.430                                           | 12.430                                           |

### Први Закон од одликовањима и Закон о Партизанској споменци 1941.
Законом о орденима и медаљама Демократске Федеративне Југославије који је 9. јуна 1945. усвојило Антифашистичко веће народног ослобођења Југославије (АВНОЈ) потврђена су сва одликовања која је до тада установио Врховни штаб НОВ и ПОЈ, укључују и Партизанску споменицу 1941. Овај Закон је одликовања Демократске Федеративне Југославије (ДФЈ) дефинисао као знак признања и награде за особите заслуге учињене народима Југославије у рату и миру и за изградњу ДФЈ, које је додељивало Председништво АВНОЈ-а. Важносним редом одликовања ДФЈ, који је дефинисан овим Законом, Партизанска споменица 1941. је као спомен-медаља стављена на последње 19 место. Месец дана након доношења Закона, 15. јула 1945. председник Привремене владе ДФЈ и министар народне одбране маршал Југославије Јосип Броз Тито донео је одлуку о установљењу Партизанске споменице 1941. и о правима њених носилаца, којим су додатно дефинисани критеријуми додељивање споменице и права која су стицана њеним добијањем. Право додељивања Партизанске споменице 1941. дато је Министарству народне одбране, а установљен је нови модел споменице, који је израдио вајар Антун Аугустинчић. Тада је одлучено да се приликом замене споменица изврши ревизија свих додељених споменица, пошто је за додељивање требало приложити доказе.
Законом о Партизанској споменици 1941. који је 25. маја 1946. донела Народна скупштина ФНРЈ допуњене су и прецизиране одредбе о Партизанској споменици 1941, која је чланом 1. овог Закона утврђена као — знак државног признања организаторима народног устанка и првоборцима Народноослободилачке борбе за велике заслуге стечене на делу ослобођења наших народа. На основу овог Закона, као и Правилника за извршавање Закона о Партизанској споменици 1941, донетог јула 1946, право на добијање Партизанске споменице 1941, уз подношење доказа, имала су следећа лица:
1. која су у партизанске одреде ступила 1941. године и налазила се непрекидно у редовима Народноослободилачке војске и партизанских одреда Југославије, односно Југословенске армије до краја рата;
2. која су 1941. ступила у партизанске одреде, а потом по задатку добијеном од руководства Народноослободилачког покрета упућени на дужности ван војске на ослобођеној или окупираној територији, где су непрекидно активно и организовано радили за Народноослободилачки покрет, било да су касније опет ступили у редове Југословенске армије или остали на пословима изван војске до краја рата
3. која су 1941. добила посебне задатке за рад у позадини непријатеља и вршећи те задатке остали у позадини непријатеља у активном и организованом раду до краја рата или ступили у редове Југословенске армије
4. која су наведена у тачкама 1, 2. и 3. овог члана који су борећи се или извршавајући задатке били ухапшени или интернирани без своје воље и кривице и у немогућности да то на ма који начин избегну, па су у затвору или интернацији активно наставили борбу, после чега су поновно ступили у редове Југословенске армије или су по задатку добијеном од руководства Народноослободилачког покрета наставили активно и организовано рад изван војске до краја рата.

Законом је такође дефинисано и која лица не остварују право на Партизанску споменицу 1941:
1. који су прекидали Народноослободилачку борбу својевољним напуштањем партизанских одреда, Народноослободилачке војске и партизанских одреда Југославије, односно Југословенске армије, било да су се вратили кућама, дезертирали или се предали непријатељу, без обзира што су ступили у партизанске одреде 1941. године
2. који су својом кривицом заробљени или се недостојно држали у затвору, интернацији и пред непријатељем уопште, без обзира што су пре тога или касније ступили у јединице Југословенске армије или активно радили за Народноослободилачки покрет

Закон и Правилник су дефинисали права носилаца Партизанске споменице 1941, која су била следећа:
1. лечење о државном трошку у свим здравственим и хигијенским установама које се налазе у рукама државе или јавноправних тела
2. годишњи одмор од месец дана о државном трошку у свим државним санаторијумима, бањама, летовалиштима, зимским домовима и сличним установама
3. првенство у добијању стипендија и других повластица за школовање
4. попуст од 50% за путовање железницом, бродовима, аутобусима и ваздушним саобраћајем у државној режији
5. погреб о државном трошку
6. право на добијање бесплатних лекова у државним апотекама на основу рецепата које по констатованој болести издају лекари надлежних државних здравствених установа[г]

Партизанску споменицу 1941, према Закону о Партизанској споменци 1941. из маја и Правилнику о коришћењу Закона из јула 1946, додељивао је министар народне одбране, који је био дужан да сваком носиоцу изда књижицу са личном фотографијом, која је служила као доказ о праву коришћења. Министарство народне одбране обавезано је да до 1. јануара 1947. изврши замену првог модела Споменице 1941. и изврши ревизију свих дотада издатих споменица, у складу са одредбама Закона. Закон и Правилник су дефинисали ношење Партизанске споменице 1941. на горњем левом џепу војне блузе, односно на истоветном месту на цивилном оделу. Такође, бесправно ношење Партизанске споменице 1941. окарактерисано је као кривично дело.

### Послератна додела Партизанских споменица 1941.
Партизанску споменицу 1941. додељивао је министар народне одбране, односно Министарство народне одбране, које је овај посао поверило Персоналној управи Југословенске армије, која је водила поступке и припремала одлуке за министра. Приликом решавања предлога за Партизанску споменицу 1941. Персонална управа се ослањала на мишљења и предлоге среских, окружних и покрајинских комитета КПЈ, као и централних комитета републичких комунистичких партија. Пријаве су у великој мери позитивно решаване, али се дешавало и да министарство донесе негативну одлуку, иако су комитети давали позитивно мишљење. Персонална управа је повремено указивала на недоследности у примени Закона о Партизанској споменици 1941. организујући састанке са особама задуженим за њихову доделу.
Додела споменице је неколико пута прекидана — јануара 1947, фебруара 1951, марта 1952. и априла 1955. године. Према Правилнику о коришћењу Закона о Партизанској споменици 1941. из јула 1946. рок за замену старих споменица и издавање нових био је 1. јануар 1947, али овај посао до тада није био завршен, а у међувремену су стигле и нове пријаве. Тада је одлучено да се споменице привремено не додељују, а нови рок за доделу је померен на фебруар 1951. године. Услед већег броја нових захтева, посебно оних бораца који су ступили у партизане 1941, а били су ангажовани у позадини, рад на додели споменица није завршен до предвиђеног рока, па је за нови рок одређен март 1952. године.
| народна република      | мушкарци | мушкарци | жене  | жене | укупно | укупно |
| ---------------------- | -------- | -------- | ----- | ---- | ------ | ------ |
| НР Босна и Херцеговина | 5.260    | 28,8%    | 227   | 1,2% | 5.487  | 30,1%  |
| НР Македонија          | 165      | 0,9%     | 38    | 0,2% | 203    | 1,1%   |
| НР Словенија           | 919      | 5%       | 165   | 0,9% | 1.084  | 5,9%   |
| НР Србија              | 1.878    | 10,3%    | 235   | 1,2% | 2.113  | 11,6%  |
| НР Хрватска            | 6.760    | 37,1%    | 556   | 3%   | 7.316  | 40,1%  |
| НР Црна Гора           | 1.654    | 9%       | 364   | 1,9% | 2.018  | 11%    |
| ФНР Југославија        | 16.636   | 91,3%    | 1.585 | 8,7% | 18.221 | 18.221 |

О додели Партизанских споменица 1941. расправљала је јануара 1951. Контролна комисија Централног комитета КП Југославије. Према статистици до тада додељених споменица (18.221) највећи број добили су првоборци из НР Хрватске (40,1%) и НР Босне и Херцеговине (30,1%). Контролна комисија тада је констатовала одређене неправилности у додели у ове две републике, с обзиром да се у „Хрватској даје предлог за Партизанску споменицу 1941. скоро сваком одборнику Народноослободилачког одбора”, као и да се споменице додељују онима који на то нису имали право. Тада је закључено је да није препоручљиво одузимати споменице, али да у случајевима очигледних грешака то треба учинити.
Наредних година било је све више нових пријава за доделу Партизанских споменица 1941, па је почетком 1955. било око 1.500 пријава. Тада је донета одлука да се ови захтеви пошаљу на проверу републичким централним комитетима и њиховим контролним комисијама, који су потом прихватили само 711 пријава. Упркос томе, Централни комитет КПЈ је крајем 1955. одлучио да се од 711 прихвати само 270 захтева. Овиме су остале пријаве одбијене, а рад на додели Партизанске споменице 1941. завршен. Овај потез ЦК КПЈ изазвао је незадовољство међу подносиоцима захтева, што је довело до тога да се велики број њих почео обраћати највишим државним и политичким инстанцама, због чега се у децембру 1956. о овом проблему расправљало на састанку Организационо-политичког секретаријата Централног комитета СКЈ, који је, заједно са Државним секретаријатом за народну одбрану (ДСНО), донео одлуку да се окончају послови око доделе споменица, али да се претходно све пријаве, за које није донета процедурална одлука, поново размотре, без обзира када су поднете.
Овом одлуком поново је почео рад на додели Партизанских споменица 1941. Одлука и начин спровођења одлуке упућен је централним комитетима републичких организација Савеза комуниста и руководствима војних јединица. Централни комитети су на овом послу ангажовали ниже комитете, који су организовали скупове првобораца, на којима је расправљано око спорних пријава. На овај начин је повећан апарат који је био одговоран за решавање спорних захтева. Од 1957. до септембра 1961. за овај посао био је задужен 81 службеник, а при Персоналној управи Државног секретаријата за народни одбрану је формирана посебна комисија, која је била састављена од представника ДСНО и представника републичких Централних комитета, који су били секретари Контролних комисија ових комитета. Задатак ове комисије био је припрема коначних решења за ДСНО.
Поновну могућност подношења захтева за споменицу, неки подносиоци су схватили као проширење критеријума који су били до тада, па је 1957. поднето више пријава него раније. Према неким подацима нових пријава било је 33.606, од чега поново највише из Хрватске и Босне и Херцеговине (75%). Како је поред тога, у ДСНО већ било 11.488 нерешених захтева, укупан број захтева се попео на 45.094. Међу новим пријавама била је и 81 пријава лица рођених 1928. и касније. У периоду од 1946. до 1951. лицима сличног годишта додељено је 19 споменица, али од 1951. такве пријаве нису прихватане, због интерне одлуке Централног комитета СКЈ да су те особе биле премладе 1941. да би њихов рад за Народноослободилачку борбу могао бити основа за добијање Партизанске споменице 1941. Незадовољни подносиоци су упркос томе захтевали да се њихове пријаве решавају у складу са Законом о Партизанској споменици 1941, који није садржао таква ограничења.
Године 1961. донета је одлука да се Партизанска споменица 1941. додели свим предратним члановима КПЈ и партијским руководиоцима, са сталним партијским стажом, који су отишли у иностранство пре устанка 1941. године. То су били — учесници Шпанског грађанског рата (41); лица интернирана након окупације Југославије (углавном у логорима у Норвешкој), као политички несигурна (310); лица које је партијско руководство пре устанка послало у иностранство (10); чланови КПЈ који су као заробљени припадници Југословенске војске наставили партијски рад у овим околностима (64). Оваквих лица било је укупно 425. Такође, 1961. је одлучено да се споменица додели групи од 91 Македонца, који су били присилно мобилисани у бугарску војску, али су активно радили за Народноослободилачки покрет, без обзира на то да ли су се по напуштању бугарске војске прикључили јединицама НОВЈ или су по наређењу руководства НОП, наставили са организованим и активним радом у позадини непријатеља.
Од укупно 45.094 пријава (које су према допуни Закона о Партизанској споменици 1941 из 1957. требале да буду решене до 31. децембра 1957) до 1. септембра 1962. негативно је решена 41.291 (91,6%), а позитивно 3.803 (8,5%). У периоду од 1959. до 1963. на првостепена решења изјављено је укупно 14.406 жалби, од чега је 263 усвојено, а поднета су и 183 захтева за понављање поступка, који су позитивно решени. Током 1963. Партизанске споменице 1941. враћене су 169 лицу, којима су претходно одузете. Укупан број Партизанских споменица 1941. додељен у периоду од септембра 1944. до 1963. био је 27.629.

### Каснији закони о правима носилаца Партизанске споменице 1941.
Савезна народна скупштина усвојила је 14. новембра 1955. нови Закон о одликовањима, којим Партизанска споменица 1941, као спомен-медаља није уврштена у списак одликовања ФНР Југославије. Годину и по касније, 28. марта 1956. Савезно веће Савезне народне скупштине донело је Закон о правима носилаца Партизанске споменице 1941, а 17. октобра исте године и Закон о допуни закона о Партизанској споменици 1941, којим су додатно регулисана права носилаца ове спомен-медаље. Државни секретаријат за народну одбрану донео је 21. новембра 1957. Правилник за извршење Закона о Партизанској споменици 1941. којим су јасније дефинисана правила за њену доделу, а која су донета још законом из 1946. године. У члану два Правилника је наведено:
| „ | У захтеву за додељивање споменице подносилац захтева је дужан изложити своје учешће у Народноослободилачкој борби. Уз захтев се морају приложити изјаве бар двојице носилаца споменице о учешћу подносиоца захтева у Народноослободилачкој борби којима је то његово учешће познато. Уз захтев се могу приложити и други писмени докази о том учешћу, а подносилац захтева се може позвати и на друге доказе. | ” |

Након дуже паузе, Веће народа и Социјално-здравствено веће Савезне скупштине су 15. децембра 1972. донели нови Закон о основним правима носилаца Партизанске споменице 1941. којим су носиоци Партизанске споменице 1941. имали — право на здравствену заштиту и новчане накнаде у вези са остваривањем здравствене заштите, право на бањско и климатско лечење; право на додатак уз пензију; право на стално месечно новчано примање; право на годишње новчано примање за опоравак; право на бесплатну и повлашћену вожњу средствима јавног саобраћаја и право на годишњи одмор. Такође, чланови породице носиоца Партизанске споменице 1941. остваривали су право на здравствену заштиту, а након његове смрти остваривали су и основна права на — здравствену заштиту, додатак уз пензију, стално месечно новчано примање, накнаду трошкова сахране.
Закон о основним правима носилаца Партизанске споменице 1941. допуњаван је и мењан — 13. јула 1973, 20. јула 1976, 9. јуна и 8. децембра 1981, 14. маја и 27. децембра 1985, 25. јула 1989, 11. априла и 26. јула 1990. године. Све допуне и измене закона односиле су се искључиво на чланове закона који су регулисали право на додатак уз пензију, право на стално месечно новчано примање, као и право на годишње примање за опоравак, а усклађиване су истовремено са изменама Закона о војним инвалидима и Закона о основним правима лица одликованих Орденом народног хероја.
Након распада СФР Југославије, носиоци Партизанске споменице 1941. наставили су да користе стечене повластице и у новонасталим државама. У Савезној Републици Југославији њихова права била су регулисана Законом о основним правима бораца, војних инвалида и породица палих бораца, који је 12. маја 1998. донела Савезна скупштина и који је у Републици Србији важио до доношења Закона о правима бораца, војних инвалида, цивилних инвалида рата и чланова њихових породица, који је 29. фебруара 2020. усвојила Народна скупштина Републике Србије.
| датум               | правни акт                                                                                 | доносилац                                                                | службени лист            | реф.   |
| ------------------- | ------------------------------------------------------------------------------------------ | ------------------------------------------------------------------------ | ------------------------ | ------ |
| 14. септембар 1944. | Одлука о установљењу Споменице 1941.                                                       | Повереништво народне одбране Националног комитета ослобођења Југославије | —                        | [ 6 ]  |
| 9. јун 1945.        | Закон о одликовањима ДФЈ                                                                   | Антифашистичко веће народног ослобођења Југославије                      | Службени лист ДФЈ 40/45  | [ 9 ]  |
| 5. мај 1946.        | Закон о Партизанској споменици 1941.                                                       | Савезно веће и Веће народа Народна скупштина ФНРЈ                        | Службени лист ФНРЈ 43/46 | [ 2 ]  |
| 30. јул 1946.       | Правилник о коришћењу Закона о Партизанској споменици 1941.                                | Влада ФНРЈ                                                               | Службени лист ФНРЈ 62/46 | [ 12 ] |
| 4. децембар 1946.   | Обавезно тумачење члана 5 тачке а) Закона о Партизанској споменици 1941.                   | Президијум Народне скупштине ФНРЈ                                        | Службени лист ФНРЈ 99/46 | [ 13 ] |
| 24. март 1956.      | Закон о правима носилаца Партизанске споменице 1941.                                       | Савезно веће Савезне народне скупштине                                   | Службени лист ФНРЈ 15/56 | [ 20 ] |
| 17. октобар 1957.   | Закон о допуни закона о Партизанској споменици 1941.                                       | Савезно веће Савезне народне скупштине                                   | Службени лист ФНРЈ 44/57 | [ 21 ] |
| 21. новембар 1957.  | Правилник за извршење Закона о Партизанској споменици 1941.                                | Државни секретаријат за народну одбрану                                  | Службени лист ФНРЈ 50/57 | [ 22 ] |
| 15. децембар 1972.  | Закон о основним правима носилаца Партизанске споменице 1941.                              | Веће народа и Социјално-здравствено веће Савезне скупштине               | Службени лист СФРЈ 67/72 | [ 23 ] |
| 13. јул 1973.       | Закон о допуни закона о основним правима носилаца Партизанске споменице 1941.              | Веће народа и Социјално-здравствено веће Савезне скупштине               | Службени лист СФРЈ 40/73 | [ 24 ] |
| 20. јул 1976.       | Закон о изменама и допунама закона о основним правима носилаца Партизанске споменице 1941. | Савезно веће Скупштине СФРЈ                                              | Службени лист СФРЈ 33/76 | [ 25 ] |
| 9. јун 1981.        | Закон о измени закона о основним правима носилаца Партизанске споменице 1941.              | Савезно веће Скупштине СФРЈ                                              | Службени лист СФРЈ 32/81 | [ 26 ] |
| 8. децембар 1981.   | Закон о изменама и допунама закона о основним правима носилаца Партизанске споменице 1941. | Савезно веће Скупштине СФРЈ                                              | Службени лист СФРЈ 68/81 | [ 27 ] |
| 8. јул 1982.        | Пречишћен текст закона о основним правима носилаца Партизанске споменице 1941.             | Законодавно-правна комисија Савезног већа Скупштине СФРЈ                 | Службени лист СФРЈ 53/82 | [ 28 ] |
| 14. мај 1985.       | Закон о изменама и допунама закона о основним правима носилаца Партизанске споменице 1941. | Савезно веће Скупштине СФРЈ                                              | Службени лист СФРЈ 25/85 | [ 29 ] |
| 27. децембар 1985.  | Закон о изменама и допунама закона о основним правима носилаца Партизанске споменице 1941. | Савезно веће Скупштине СФРЈ                                              | Службени лист СФРЈ 75/85 | [ 30 ] |
| 25. јул 1989.       | Закон о изменама и допунама закона о основним правима носилаца Партизанске споменице 1941. | Савезно веће Скупштине СФРЈ                                              | Службени лист СФРЈ 44/89 | [ 31 ] |
| 11. април 1990.     | Закон о измени закона о основним правима носилаца Партизанске споменице 1941.              | Савезно веће Скупштине СФРЈ                                              | Службени лист СФРЈ 20/90 | [ 32 ] |
| 26. јул 1990.       | Закон о изменама и допунама закона о основним правима носилаца Партизанске споменице 1941. | Савезно веће Скупштине СФРЈ                                              | Службени лист СФРЈ 42/90 | [ 33 ] |

## Изглед Партизанске споменице 1941.
Постојала су два модела Партизанске споменице 1941. Први су израдили Ђорђе Андрејевић Кун, сликар из Београда и Антун Аугустинчић, вајар из Загреба. Скица за први модел настала је у јесен 1943, заједно са скицама првих одликовања НОВЈ и грба Нове Југославије, а израђивана је током 1944. у Совјетском Савезу, у Московској ковници новца (рус. Московский монетный двор). Први модел Партизанске споменице, односно Споменице 1941, састоји се од црвено емајлиране издужене звезде петокраке, на којој лежи овални медаљон. У медаљону је приказан борац са телом „en face” , у замаху у лево, са главом окренутом уназад, у профилу. Борац у десној руци држи развијену заставу на кратком копљу. Уз леви доњи руб медаљона, између копља заставе и десне ноге борца, налази се укосо писана година „1941”. Медаљон је обрубљен ловоровим венцем. Између кракова звезде налазе се укрштене секире и пушка, од чега су видљиви само горњи и доњи делови. Овај модел прављен је од бронзе, са, као напоменуто, емајлираним крацима црвене звезде. Димензије првог модела су 40 x 37 mm. Описујући примерак у Повијесном музеју Хрватске, истраживач Борис Пристер наводи да су метални делови исте урађени од лоше посребрене бронзе.
Други модел Партизанске споменице 1941. установљен је Законом о Партизанској споменици 1941. из маја 1946, а описан је у тачки 2 овог закона. Састоји се из две петокраке звезде, чији се краци међусобно укрштају. Мања петокрака звезда је позлаћена, са глатким површинама и испупченим рубом. Врх ове звезде окренут је доле, а у њему се налази година „1941”. Већа петокрака звезда је од сребра и њени краци су у облику зракова, који полазе од центра звезде, а налазе се између кракова мање звезде. На већој звезди се налази фигура борца у платинираном сребру. Борац, приказан у снажном покрету удесно, држи у левој руци заставу, телом „en face”, главе окренуте уназад, у профилу, а десном руком позива народ на борбу. Реверс споменице је гладак, са вијком и матицом за прикапчање на леву страну груди. Аутор другог модела споменице био је вајар Антун Аугустинчић. Израђивана је у Индустрији и ковници „Орешковић Марко” (ИКОМ) у Загребу, од сребра, са позлаћеним деловима. Димензије другог модела су 46 x 47 mm.
Исте године када је израдио други модел Партизанске споменице, Аугустинчић је специјално за Јосипа Броза Тита, маршала Југославије, израдио Маршалски знак. У центру знака се налази грб ФНРЈ, а око њега су мотиви из Народноослободилачког рата. У горњем делу знака, изнад грба, налази се фигура борца са заставом истоветна борцу са Партизанске споменице (једина разлика је у положају десне руке).
| Изглед првог и другог модела Партизанске споменице 1941. | Изглед првог и другог модела Партизанске споменице 1941. |
| Споменица 1941. први модел (1944—1945)                   | Партизанска споменица 1941. други модел (1945—1963)      |
| -------------------------------------------------------- | -------------------------------------------------------- |
|                                                          |                                                          |
| Заменица Партизанске споменице 1941.                     |                                                          |
|                                                          |                                                          |

## У култури друге Југославије
Партизанска споменица 1941, као и њени носиоци, заузимали су високом место у култури Социјалистичке Федеративне Републике Југославије, попут онога које је у Краљевини Југославији заузимала Споменица за верност отаџбини 1915, односно Албанска споменица. Иако као спомен-медаља, чија је додела завршена 1963, Партизанска споменица 1941. више није сврставана у важносни ред одликовања СФРЈ, она је у јавности заузимала високо место, одмах после Ордена народног хероја, а разлог тога је у чињеници да су њени носиоци, једини уз народне хероје, добијали одређене материјалне повластице, а колоквијално су називани — првоборци и споменичари. Као истакнути борци и организатори устанка, али и чланови Савеза удружења бораца Народноослободилачког рата (СУБНОР), једне од неколико друштвено-политичких организација у СФРЈ, позивани су на разне свечаности и манифестације од полагања пионирске заклетве до отварања општинске и градске инфраструктуре. Такође, њихово присуство било је неизоставни део манифестација обележавања датума из Народноослободилачког рата.
По истакнутим носиоцима Партизанске споменице 1941. именоване су улице, тргови, основне школе, пионирски одреди, омладинске радне бригаде, предузећа и др, а неретко су им подизани споменици или спомен-плоче. На многим гробљима, формиране су засебне алеје у којима су сахрањивани. Неколико улица у Србији носи назив Улица првобораца, а међу њима су улице у Ариљу, Београду и Врању.
Поводом двадесетогодишњице устанка у Југославији, 1961. на фасади зграде на Тргу партизана у Титовом Ужицу, које је у јесен 1941. било центар слободне територије, сликар Маринко Бензон израдио је монументални мозаик „Партизанска споменица 1941”. Како у време прославе и отварања Трга партизана, јула 1961, мозаик још увек није био готов, на његово место је постављено платно на насликаном Партизанском споменицом, док је мозаик завршен неколико месеци касније.

## Споменица палих бораца и жртава фашистичког терора
За разлику од Партизанске споменице 1941. која се додељивала само живим борцима, учесницима Народноослободилачког рата од 1941, породицама палих бораца и жртава фашистичког терора додељиване су посебне споменице — Споменица палих бораца у Народноослободилачком рату и Споменица жртава фашистичког терора окупатора и њихових слугу. Обе Споменице установљене су 29. новембра 1950, на предлог Савеза бораца Народноослободилачког рата (СУБНОР).
Додељиване су породицама или родбини палих бораца, односно жртава фашистичког терора. Споменицу палих бораца издавало је Министарство народне одбране ФНРЈ, док је Споменица жртва фашистичког теора додељивана према територијалном принципу и додељивао је Президијум Народне скупштине оне републике са чије територије је била жртва фашистичког терора.
Споменица палих бораца у горњем делу има слику грба ФНРЈ, који се налази између заставе ФНРЈ и заставе КПЈ, док се на средини налази име палог борца и текст:
| „ | који је одазивајући се позиву Комунистичке партије Југославије у борби против фашистичких окупатора и њихових домаћих издајника положио живот за слободу и независност, за братство и јединство народа Југославије, за власт радног народа и победу народне револуције. | ” |

Споменица жртава фашистичког терора у горњем делу има грб народне републике, која је издавала Споменицу, док се на средини налазио име жртве и текст:
| „ | који је у време Народноослободилачког рата и народне револуције 1941—1945 године пао као жртва фашистичког терора. Захвална домовина, ослобођена херојском борбом народа под руководством Комунистичке партије и друга Тита, неће никада заборавити мученичке жртве на чијима је костима саграђена слобода и независност народа Федеративне Народне Републике Југославије. | ” |

На позадини Споменице жртава фашистичког терора налази се слика скулптуре „Позив на устанак”, вајара Војина Бакића.

## Галерија
- Партизанска споменица 1941. у Војном музеју у Београду
- Партизанска споменица 1941. у Војном музеју у Београду
- Партизанска споменица 1941. у спомен-соби Спомен комплекса у Белој Цркви
- Партизанска споменица 1941. додељена Јосипу Брозу Титу 1945. године, изложена у Музеју Југославије у Београду
- Партизанска споменица 1941. Јосипа Броза Тита изложена у Музеју Југославије у Београду, изблиза
- Минијатура Партизанске споменице 1941. на униформи Јосипа Броза Тита, Музеј Југославије у Београду
- Дрвени експонат у Музеју Југославије инспирисан Партизанском споменицом 1941.
- Дрвени експонат у Музеју Југославије инспирисан Партизанском споменицом 1941.
- Детаљ Маршалског знака, са фигуром борца истом као на Партизанској споменици 1941.

### Службени лист
- Службени лист ДФЈ 40/45, 12. јун 1945. (PDF). Београд: Службени лист ДФЈ. 1945.
- Службени лист ФНРЈ 43/46, 28. мај 1946. Београд: Службени лист ФНРЈ. 1946.
- Службени лист ФНРЈ 62/46, 2. август 1946. Београд: Службени лист ФНРЈ. 1946.
- Службени лист ФНРЈ 99/46, 10. децембар 1946. Београд: Службени лист ФНРЈ. 1946.
- Службени лист ФНРЈ 55/55, 14. децембар 1955. (PDF). Београд: Службени лист ФНРЈ. 1955.
- Службени лист ФНРЈ 15/56, 4. април 1956. Београд: Службени лист ФНРЈ. 1956.
- Службени лист ФНРЈ 44/57, 23. октобар 1957. Београд: Службени лист ФНРЈ. 1956.
- Службени лист ФНРЈ 50/57, 4. децембар 1957. (PDF). Београд: Службени лист ФНРЈ. 1957.
- Службени лист СФРЈ 67/72, 21. децембар 1972. Београд: Службени лист СФРЈ. 1972.
- Службени лист СФРЈ 40/73, 19. јул 1973. Београд: Службени лист СФРЈ. 1973.
- Службени лист СФРЈ 33/76, 23. јул 1976. Београд: Службени лист СФРЈ. 1976.
- Службени лист СФРЈ 32/81, 12. јун 1981. Београд: Службени лист СФРЈ. 1981.
- Службени лист СФРЈ 68/81, 18. децембар 1981. Београд: Службени лист СФРЈ. 1981.
- Службени лист СФРЈ 53/82, 10. септембар 1982. Београд: Службени лист СФРЈ. 1982.
- Службени лист СФРЈ 25/85, 17. мај 1985. Београд: Службени лист СФРЈ. 1985.
- Службени лист СФРЈ 75/85, 31. децембар 1985. Београд: Службени лист СФРЈ. 1985.
- Службени лист СФРЈ 44/89, 28. јул 1989. Београд: Службени лист СФРЈ. 1989.
- Службени лист СФРЈ 20/90, 13. април 1990. Београд: Службени лист СФРЈ. 1990.
- Службени лист СФРЈ 42/90, 27. јул 1990. Београд: Службени лист СФРЈ. 1990.

### Стручна литература
- Тодоровић, Нада (1964). Југословенске и иностране медаље. Београд: Народни музеј, (Београд : Привредни преглед).  512253592
- Beštak, Branko (1969). „Partizanska spomenica 1941”. Numizmatičke vijesti. Zagreb: Hrvatsko numizmatičko društvo (27): 40—48. ISSN 0546-9422.  103662599
- Vojna enciklopedija tom . Beograd. 1973.  168834823
- Vojna enciklopedija tom . Beograd. 1975.  73018375
- Erceg, Milorad (1978). Odlikovanja u SFR Jugoslaviji. Beograd: Službeni list SFRJ, (Beograd : BIGZ).  44706311
- Švajncer, Janez (1978). Odlikovanja in znaki na Slovenskem (на језику: словеначки). Maribor: Pokrajinski muzej Maribor.
- Leksikon Narodnooslobodilačkog rata i revolucije u Jugoslaviji 1941—1945. tom II. Beograd—Ljubljana: Narodna knjiga—Partizanska knjiga. 1980.  49300743
- Zlamalik, Vinko (1980). Memorijal Ive Kerdića. Osijek: Galerija likovnih umjetnosti ; Zagreb : Strossmayerova galerija starih majstora Jugoslovenske akademije znanosti i umjetnosti : Društvo povjesničara umjetnosti SR Hrvatske.  40583175  35456777
- Kovačević, Stevan (1980). „Ratna odlikovanja vojnih jedinica NOVJ 1941—45. godine” (PDF). Vesnik, organ Vojnog muzeja u Beogradu. Beograd: Vojni muzej — Beograd (23—26): 93—127. ISSN 0067-5660.  41168903
- Josip Broz Tito sabrana djela — tom XXIII (PDF). Beograd: Izdavački centar „Komunist”. 1982.  42011143
- Kovačević, Stevan (1984). „Odlikovanja SFRJ 1944-1984.” (PDF). Vesnik, organ Vojnih muzeja. Beograd: Vojni muzeji (30): 129—174. ISSN 0067-5660.  41168903
- Prister, Boris (1984). Odlikovanja, Katalog muzejskih zbirki XXI. Zagreb: Povijesni muzej Hrvatske.  2397536
- Rudež, Stojan (1987). Odlikovanja Socijalističke Federativne Republike Jugoslavije. Beograd: Službeni list SFRJ, (Travnik : Borac).  1552908  67770631
- Mesinger, Bogdan (1988). Treći memorijal Ive Kerdića, Trijenale hrvatskog medaljerstva i male plastike, март - април 1988, Народни музеј Београд / [autor izložbe Bogdan Mesinger ; postav Vlastimir Kusik]. Osijek: Galerija likovnih umjetnosti.  244775943
- Mažuran Subotić, Vesna (1995). „Medaljistika Antuna Augustinčića”. Anali Galerije Antuna Augustinčića. Klanjec: Galerija Antuna Augustinčića (15). ISSN 0352-1826.  16083458
- Bjeloš, Nenad (1997). „Odlikovanja i znaci na maršalskoj uniformi” (PDF). Dinar : numizmatički časopis. Beograd: Srpsko numizmatičko društvo (4): 36. ISSN 1450-5185.  66160140  66160140
- Димитријевић, Вукадин (1998). Одликовања и војне ознаке Србије и Југославије. Ниш: Удружење грађана "Стари Ниш" : Нумизматичко друштво "Медијана" : Клуб војске Југославије, (Ниш : Просвета).  141659655
- Milanović, Miroslav; Bjeloš, Nenad (1999). „Odlikovanja Jugoslavije 1943-1990”. Fila hobby M & M : list za filateliju, numizmatiku i druge hobije. Beograd: FD Stari grad. 3 (vanr. br.). ISSN 1450-9180.  72432386
- Bjeloš, Nenad (2000). „Spomenica 1941” (PDF). Dinar : numizmatički časopis. Beograd: Srpsko numizmatičko društvo (16). ISSN 1450-5185.  66160140  66160140
- Prister, Boris (2000). Odlikovanja iz zbirke dr. Veljka Malinara: Odlikovanja Crne Gore, Srbije, Kraljevine SHS (Kraljevine Jugoslavije) i Socijalističke Jugoslavije. Dio 3. Zagreb: Hrvatski povijesni muzej.
- Mandić, Ranko (2005). „Ratne spomenice”. Orden : faleristički časopis Srpskog numizmatičkog društva Beograd. Beograd: [Srpsko numizmatičko društvo], (Beograd : Pangraf) (5): 6.  112253196
- Vujčić, Davorin (2007). Antun Augustinčić : Medalje, plakete, crteži, Salon Galerije Antuna Augustinčića, 4. V. – 4. VI. 2007. (ur. Božidar Pejković) [katalog] (PDF). Ministarstvo kulture Republike Hrvatske : Muzeji hrvatskog Zagorja – Galerija Antuna Augustinčića. ISBN 978-953-265-012-9.
- Grbec, Klemen (2010). Partizanski spominski znak 1941. [Diplomsko delo] (PDF) (на језику: словеначки). Ljubljana: Univerza v Ljubljani, Filozofska fakulteta, Fakulteta za družbene vede.
- Ацовић, Драгомир (2013). Слава и част: одликовања међу Србима: Срби међу одликовањима. Београд: Службени гласник. ISBN 978-86-519-1750-2.  200069388  200069388
- Обрадовић, Мирјана (2015). Одликовања из легата историјског архива Београда : каталог изложбе / [аутор изложбе Мирјана Обрадовић ; фотографије одликовања Драган Танасијевић, Зорица Нетај] (PDF). Београд: Историјски архив, (Београд : Zlamen). ISBN 978-86-80481-35-7.  217623564
- Blanuša, Mišela (2016). Đorđe Andrejević Kun: ¡no pasarán! : Muzej savremene umetnosti, Beograd, Galerija-legat Milice Zorić i Rodoljuba Čolakovića = Museum of Contemporary Art, Belgrade, Milica Zorić and Rodoljub Čolaković Gallery-Legacy, 04/11 – 19/12/2016 / [autor teksta Mišela Blanuša ; biografija i bibliografija Odeljenje za umetničku dokumentaciju MSU ; fotografije Saša Reljić]. Novi Beograd: Muzej savremene umetnosti = Museum of Contemporary Art, (Beograd : Publikum). ISBN 978-86-7101-333-8.  226955788
- Маричић, Душанка (2019). Дипломе и повеље XIX и XX века : из збирке Војног музеја. Београд: Медија центар Одбрана, (Београд : Војна штампарија). ISBN 978-86-335-0670-0.  277796876
- Крестић, Василије; Масалушић, Борко (2020). Збирка одликовања Архива САНУ. Београд: САНУ, (Београд : Планета принт). ISBN 978-86-7025-878-5.  28169993